# Kurt Bade
Kurt Bade (Berlim, 12 de novembro de 1917 — Berlim, 22 de abril de 1988) foi um oficial alemão que serviu durante a Segunda Guerra Mundial. Foi condecorado com a Cruz de Cavaleiro da Cruz de Ferro.

## Condecorações
| Cruz de Ferro 2ª Classe                                 |
| Cruz de Ferro 1ª Classe                                 |
| Cruz de Cavaleiro da Cruz de Ferro 26 de agosto de 1943 |